# Allenhurst (Geórgia)
Allenhurst é uma cidade  localizada no estado americano de Geórgia, no Condado de Liberty.

## Demografia
Segundo o censo americano de 2000, a sua população era de 788 habitantes.
Em 2006, foi estimada uma população de 711, um decréscimo de 77 (-9.8%).

## Geografia
De acordo com o United States Census Bureau tem uma área de 
2,9 km², dos quais 2,9 km² cobertos por terra e 0,0 km² cobertos por água.

## Localidades na vizinhança
O diagrama seguinte representa as localidades num raio de 16 km ao redor de Allenhurst. 